# Klarobelia stipitata
Klarobelia stipitata är en kirimojaväxtart som beskrevs av Laurentius 'Lars' Willem Chatrou. Klarobelia stipitata ingår i släktet Klarobelia och familjen kirimojaväxter. Inga underarter finns listade i Catalogue of Life.